# 余聪
余聪，北京大学心理系教授，主要从事心理学方面的研究工作。入选中华人民共和国教育部2007年度"长江学者"特聘教授、中国国家杰出青年基金获得者，曾就读于华东师范大学心理系。